# 特賴雲峰
特賴雲峰（英語：Triune Peaks），是南極洲的山峰，位於葛拉漢地西岸的法利埃海岸，俯瞰沃迪冰架，由英國探險隊測量，現時由南極條約體系管理。